# Монтойя, Хуан Пабло
Хуа́н Па́бло Монто́йя Рольда́н (исп. Juan Pablo Montoya Roldán; род. 20 сентября 1975) — колумбийский автогонщик, чемпион серий Формулы-3000 1998 года и самый молодой чемпион американской автогоночной серии CART (1999). В 2001—2006 годах выступал в Формуле-1, где стал бронзовым призёром чемпионата в 2002 и 2003 годах. В 2022 году выступает в сериях INDYCAR и IMSA.
Родился 20 сентября 1975 года в Боготе, Колумбия. Ещё в раннем детстве любовь к автогонкам ему привил отец, архитектор. Прежде чем попасть в Формулу-1, Монтойя прошёл типичные для гонщиков этапы картинга и младших «Формул».
Монтойя считался одним из самых быстрых гонщиков Формулы-1 2000-х годов и за время выступления в команде Williams он показал себя с лучшей стороны. Успехи гонщика подтолкнули Рона Денниса заключить с ним контракт, и Монтойя стал напарником Кими Райкконена. Многие считали, что Деннису удалось снова создать команду-мечту, как в те времена, когда за McLaren выступали Айртон Сенна и Ален Прост. Но в 2005-м из-за травмы и последующего восстановления, и в 2006-м году, складывающемся для Макларена и его пилотов в целом неудачно, Монтойе не удалось продемонстрировать свой потенциал и добиться серьёзных результатов. После Гран-при США, где Хуан Пабло устроил массовый завал на старте, он был отстранен от гонок, после чего подписал контракт на участие в гонках серии NASCAR. В 2009 году впервые попал в Chase — финальную стадию борьбы за кубок NASCAR. По итогам сезона занял 8-е место.
26 октября 2002 года Хуан-Пабло женился на Конни Фрайдель. У пары трое детей: сын Себастьян (род. 11 апреля 2005 г.), дочери Паулина (род. 11 сентября 2006 г.) и Мануэла (род. 19 июля 2010 г.).

## Начало гоночной карьеры
Монтойя увлёкся картингом ещё в 1981 году, а уже в 9 лет одержал победу в гонках национального детского чемпионата по картингу. В 1986 году он выиграл в юношеском классе национального чемпионата. В последующие три года он активно участвовал и завоёвывал победы во многих гонках в серии Kart Komet. Молодой Монтойя одерживал победы на юношеских чемпионатах по картингу во Франции и Италии в 1990 и 1991 годах.
В 1992 году Хуан участвовал в гонках серии Formula Renault и в серии автогонок Skip Barber в США. В 1993 году Монтойя стал участником чемпионата Swift GTI, где он одержал победу в семи из восьми гонок. В 19 лет колумбиец участвовал в трёх сериях одновременно: Sudam 125 Karting, USA Barber Saab, и Formula N в Мексике. Так шаг за шагом Хуан-Пабло завоевал репутацию сверхбыстрого гонщика и мастера квалификации (он собирал до 80 % поулов за сезон). Карьерный рост Монтойи продолжался: в течение следующих трёх лет он участвовал в британской серии Formula Vauxhall, а в 1996 году оказался чемпионом Formula 3 в Британии.

## Путь в более престижные серии
В годы своей юности гонщик жил в Австрии, не имея достаточно средств даже для уплаты за жильё и общественный транспорт. Он уже подумывал об уходе из автоспорта, как ему предложили участвовать в гонках серии Формула-3000 в сезоне 1997 года. Выступая крайне успешно на протяжении двух сезонов, Монтойя заинтересовал менеджеров команды Williams F1, в особенности Френка Уильямса. Хуан стал тест-пилотом в этой команде. Вскоре, однако, в связи с трудностями в команде колумбийца отправили гоняться в США в серии CART. И там Монтойя показал себя с прекрасной стороны, став самым молодым чемпионом в серии.
В 2000 году после гонки в Индианаполисе был заключён контракт, по которому Хуан становился боевым пилотом команды Williams на два года. В межсезонье Монтойя активно участвовал в тестах.

## Формула-1

### Сезон2001

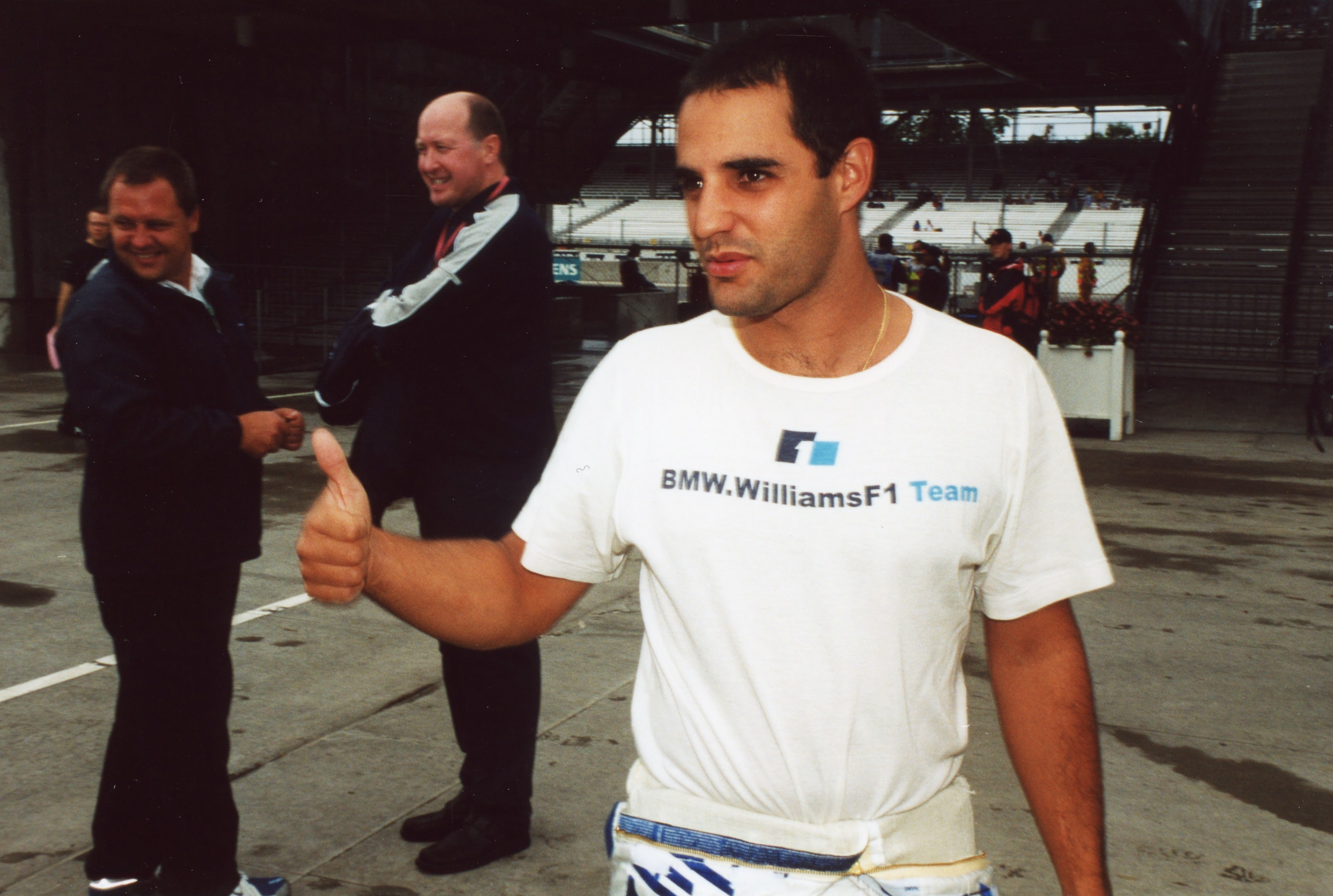
Хуан-Пабло Монтойя

Дебют Монтойи в качестве боевого пилота состоялся 4 марта 2001 года в команде Williams, и уже спустя месяц о нём заговорили все, когда он обогнал Михаэля Шумахера во время рестарта гонки на Гран-при Бразилии. Хуан-Пабло мог победить уже в своей третьей гонке в Формуле-1, но отстающий на круг Йос Ферстаппен врезался в него на входе в поворот. В том сезоне Монтойя показал себя отличным гонщиком и стал любимцем многих болельщиков и комментаторов.
Несмотря на то, что у команды в том сезоне были проблемы с надёжностью, Монтойя завоевал три поула, четыре подиума и свой первый золотой кубок на Гран-при Италии в Монце.

### Сезон2002
На протяжении всего сезона на трассе доминировали Феррари Михаэля Шумахера и Рубенса Баррикелло, практически не оставляя шансов другим гонщикам на место выше третьего. Хуан Пабло не принёс команде Williams ни одной победы, однако неоднократно бросал вызов лидерам и 7 раз становился обладателем поула. В квалификации к Гран-при Италии Хуан Пабло установил абсолютный рекорд средней скорости на круге.

### Сезон2003
К 2003 году команда смогла создать болид, более подходящий Монтойе по стилю вождения. Однако, несмотря на положительные тенденции, команда Williams была далека от идеального состояния. Не очень надёжные моторы и избыточная поворачиваемость часто мешали гонщику полностью использовать свой талант.
Начиная с Гран-при Монако, в котором победу одержал Монтойя, результаты выступлений команды резко улучшились. Но всё же команде не всегда удавалось найти походящие для Монтойи настройки. Кроме того, партнёр Монтойи Ральф Шумахер пользовался бо́льшим расположением администрации команды, и тактические решения часто принимались не в пользу колумбийца. В результате одного из таких решений во время Гран-при Франции Монтойя обменялся с руководством команды несколькими резкими фразами. После этого инцидента Монтойя получил от команды письменный выговор, а двумя неделями позже команда McLaren объявила, что собирается подписать контракт с Монтойей на выступления с 2005 года.
Неудачи соперников и блестящие выступления самого Хуана-Пабло позволили ему бороться за титул, особенно после победы на Гран-при Германии. Однако, это была его последняя победа в том сезоне. Наказание в виде проезда по пит-лейн на Гран-при США после столкновения с Баррикелло положило конец надеждам на чемпионский титул. В заключительной гонке сезона — Гран-при Японии — Монтойя, лидируя, сошёл с дистанции из-за технических проблем, упустив, таким образом, и возможность завоевать для команды Кубок конструкторов.

### Сезон2004
Нелёгким для Монтойи стал 2004 год из-за трудностей с настройками и неидеальных отношений с руководством команды. Первая и единственная победа в этом сезоне была одержана на последней гонке сезона — Гран-при Бразилии на автодроме Интерлагос — она стала блестящим последним аккордом в его отношениях с Williams. Со следующего сезона он перешёл в команду McLaren.

### Сезон2005
Очень ярким для Монтойи стал 2005 год: время надежд и разочарований, эффектных манёвров и грубых ошибок. В начале сезона Хуан провёл только две гонки. Вскоре после Гран-при Малайзии он серьёзно травмировал плечо. Согласно официальной версии, травма произошла во время игры в теннис, а слухи приписывали травму падению с мотоцикла. Из-за этого происшествия Хуану пришлось пропустить две гонки.
На Гран-при Канады, будучи в двух шагах от заветной победы, Монтойя был дисквалифицирован за выезд с пит-лейна под красный свет. После фактически несостоявшегося Гран-при США были большие надежды на победу в Маньи-Куре, но подвела подвеска. Не смог он финишировать и в Венгрии.

Проблемы с избыточной поворачиваемостью преследовали Монтойю даже более, чем в годы его работы в Williams. Особо запомнились его развороты в Испании и на квалификации в Германии (тогда он не смог закончить квалификационный круг и стартовал с последнего места, однако блестяще провёл гонку и финишировал вторым).

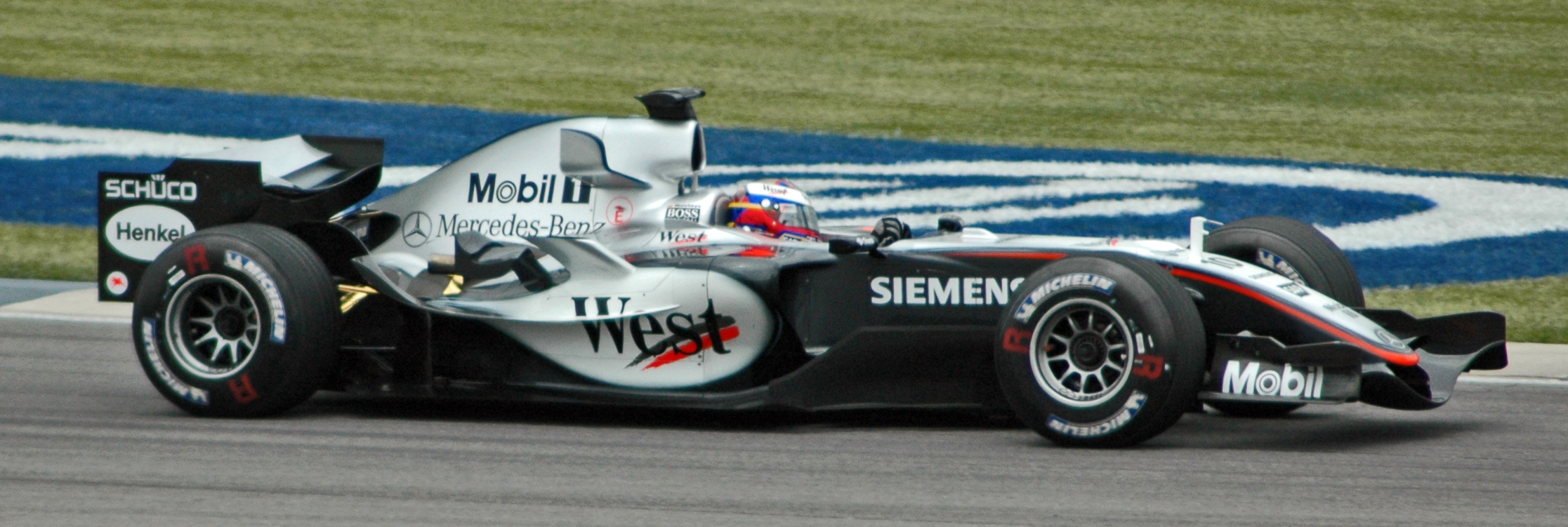
Хуан-Пабло Монтойя на квалификации Гран-при США 2005 года.

По ходу сезона произошёл и ряд конфликтов с круговыми (болельщики говорят, что Хуану всегда не везло с круговыми и вспоминают, например, ситуацию с Йосом Ферстаппеном на Гран-при Бразилии в 2001 году). На Гран-при Турции Тьягу Монтейру, отстававший на круг, развернул машину Монтойи, а на гонке за Гран-при Бельгии в Спа-Франкоршаме Антонио Пиццония не справился с управлением после смены резины и выбил болид Хуана с трассы. Учитывая, что Кими Райкконен соперничал с Фернандо Алонсо за звание чемпиона мира, командная тактика в McLaren благоволила финну, но не колумбийцу. Гонки в Канаде и Бельгии могут служить подтверждением этому.
Однако, несмотря на все неприятности, не прошёл сезон и без ряда выдающихся побед. Свою первую победу за рулём McLaren Хуан-Пабло одержал на домашнем для команды Гран-при Великобритании, где в первом же повороте захватил лидерство в гонке, красивым манёвром обогнав лидера чемпионата Фернандо Алонсо. Болельщикам запомнилась и победа на Гран-при Италии, где во время тренировок колумбиец впервые в формульной истории автодрома Монца вышел за 80 секунд, установив неофициальный рекорд скорости Ф1 в гоночной конфигурации в 372 км/ч.
В конце сезона Монтойя поблагодарил команду за титанические усилия по настройке машины, благодаря которым он стал чувствовать себя за рулём McLaren MP4-20 более удобно, чем в начале сезона. На Гран-при Бразилии команда McLaren наконец смогла реализовать свой потенциал в полной мере и заработать заветные 18 очков: Монтойя пришёл к финишу первым, а его партнёр Кими Райкконен — вторым. К сожалению, успехи Монтойи в 2005 году на этом закончились: на двух оставшихся гонках он не смог добраться до финиша.

### Сезон2006

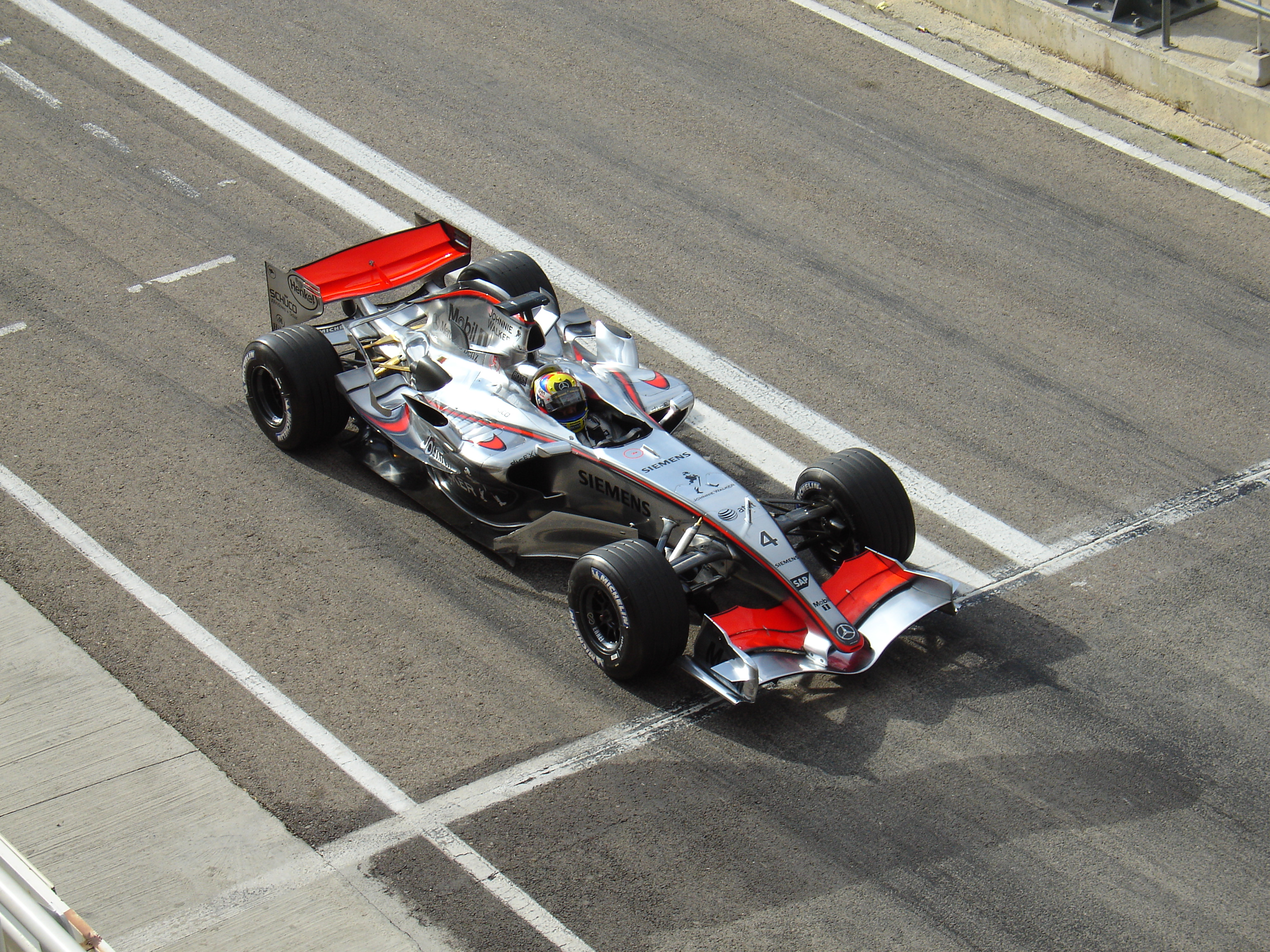
Хуан-Пабло Монтойя на предсезонных тестах 2006

Сезон 2006 года начался для Хуана Пабло тем, что он узнал о подписании контракта действующего чемпиона мира Фернандо Алонсо на выступления в составе McLaren в 2007 году. Из этого следовало, что команда сможет продлить контракт только с одним из её действующих гонщиков: Кими Райкконеном или Монтойей. Шансы Райкконена предпочтительнее ввиду лучших результатов, показанных финном за время его выступления вместе с Монтойей. Поэтому во многом дальнейшая карьера Монтойи зависела от решения Райкконена: останется он в McLaren или перейдёт в другую команду.
В ходе первых трёх гонок сезона-2006 Монтойя показывал слабые результаты. Ему не удавалось улучшить свою позицию со старта гонки на Гран-при Бахрейна и Гран-при Малайзии. Проблемы с двигателем не улучшали положения, не давая возможности развить высокую скорость на прямых.
В Австралии Монтойя провёл превосходную гонку, но допустил несколько критических ошибок. Его автомобиль развернулся на стартовой прямой после завершения формировочного круга, и если бы не Физикелла, двигатель которого заглох, Хуану Пабло пришлось бы стартовать с последней линии стартового поля. В результате он все же стартовал со своей позиции, но случившийся инцидент не порадовал руководство команды. Гонка закончилась для Монтойи из-за отказа электроники в результате вылета.
На квалификации Гран-при Сан-Марино Монтойе пришлось использовать запасной автомобиль, потому что на его автомобиле возникли проблемы с давлением топлива. Двигатель с его автомобиля был переставлен на запасной и, таким образом, удалось избежать наказания в виде перемещения на 10 мест на стартовой решетке. Хуан Пабло показал в квалификации 7-й результат, опередив партнёра по команде Кими Райкконена. В гонке не произошло ничего экстраординарного и Монтойя финишировал на третьем месте, впервые в сезоне поднявшись на подиум.
Гран-при Европы и Испании были разочаровывающими для Монтойи. На Нюрбургринге он квалифицировался девятым, но застрял позади трафика практически на всю гонку, пока за несколько кругов до финиша у него не сгорел двигатель. В Испании Хуан Пабло впервые в сезоне не смог попасть в квалификации в первую десятку — он показал лишь 12-й результат. С полными баками топлива и стратегией на один пит-стоп он надеялся на хороший результат, но его развернуло и он вылетел с трассы.
В Монако Хуан Пабло во второй раз в сезоне поднялся на подиум — он финишировал вторым позади чемпиона мира Фернандо Алонсо. Он стартовал с четвёртого места, но улучшил свою позицию из-за сходов едущих впереди него Марка Уэббера и Кими Райкконена.
В июле 2006 года Монтойя и директор команды Рон Деннис официально заявили, что Монтойя уходит из команды Макларен. С сезона 2007 года он выступает в гонках серии NASCAR за команду Чипа Ганасси.

## NASCAR

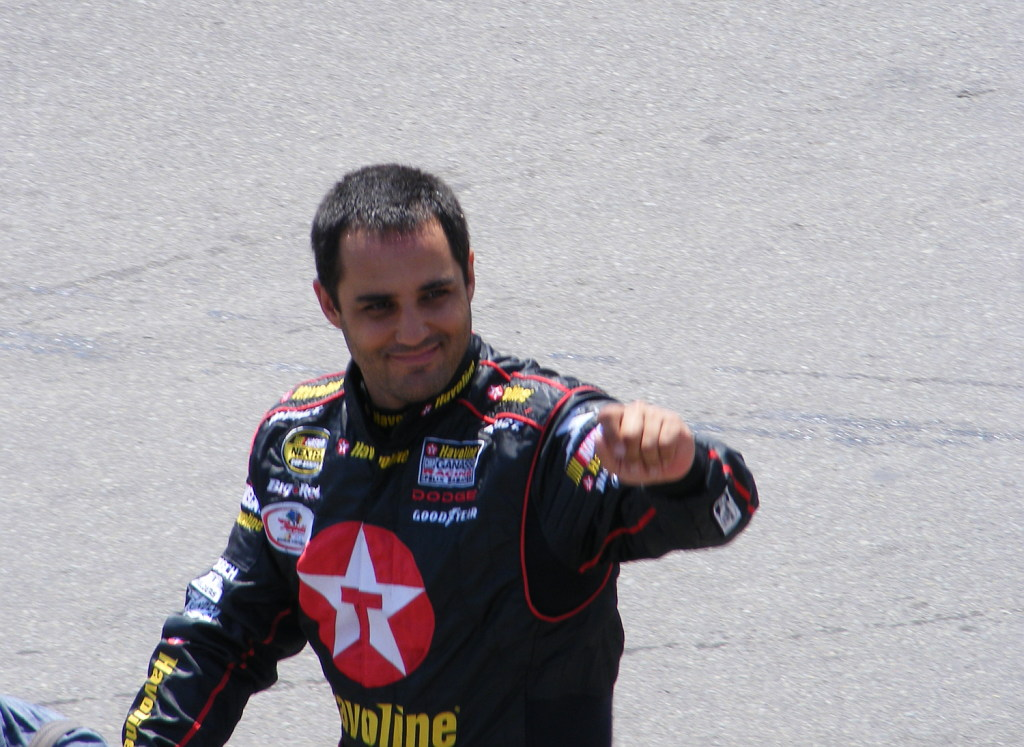
Монтойя приветствует зрителей перед стартом гонки Пенсильвания 500, 2007 год

Перебравшись за океан, Хуан Пабло выиграл в январе знаменитую гонку 24 часа Дайтоны на спортпрототипах.
Сезон в NASCAR складывался неровно, но одержав одну победу в Nascar Nextel Cup, он занял в чемпионате 20-е место и победил в зачете новичков.
Также в тот год была одержана победа в рамках чемпионата Nascar Bush Series в Мексике. Та гонка была омрачена неприятным инцидентом: незадолго до финиша в борьбе за лидерство Монтойя выбил с трассы своего напарника Скотта Пруетта.
27 января 2008 года Хуан Пабло вновь одержал победу в марафоне 24 часа Дайтоны, а в 2013-м победил в нём в третий раз.

## Результаты в Формуле-1

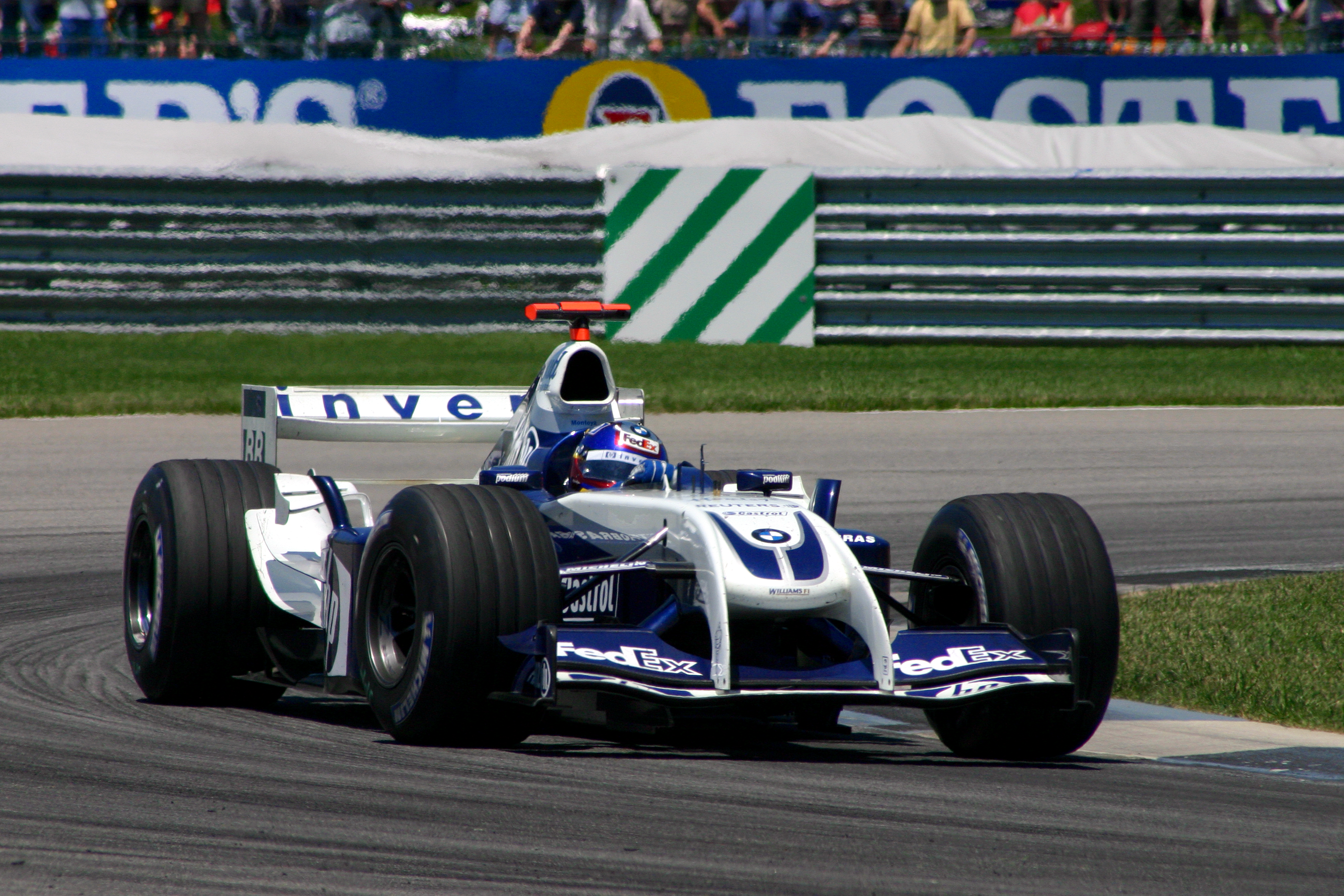
Хуан-Пабло Монтойя в гонке за команду Williams на Гран-при США сезона-2004

.

### Общая статистика по чемпионатам
- 2001: 6-е место в ЛЗ, 31 очко, 1 победа, 3 поула (Williams)
- 2002: 3-е место в ЛЗ, 50 очков, 0 побед, 7 поулов (Williams)
- 2003: 3-е место в ЛЗ, 82 очка, 2 победы, 1 поул (Williams)
- 2004: 5-е место в ЛЗ, 58 очков, 1 победа, 0 поулов (Williams)
- 2005: 4-е место в ЛЗ, 60 очков, 3 победы, 1 поул (McLaren)
- 2006: 8-е место в ЛЗ, 26 очков, 0 побед, 0 поулов (McLaren)

### Подиумы и победы
- 2001:
  - ГП Испании-2001 2-е место
  - ГП Европы-2001 2-е место
  - ГП Италии-2001 1-е место
  - ГП Японии-2001 2-е место
- 2002:
  - ГП Австралии-2002 2-е место
  - ГП Малайзии-2002 2-е место
  - ГП Испании-2002 2-е место
  - ГП Австрии-2002 3-е место
  - ГП Великобритании-2002 3-е место
  - ГП Германии-2002 2-е место
  - ГП Бельгии-2002 3-е место
- 2003:
  - ГП Австралии-2003 2-е место
  - ГП Монако-2003 1-е место
  - ГП Канады-2003 3-е место
  - ГП Европы-2003 2-е место
  - ГП Франции-2003 2-е место
  - ГП Великобритании-2003 2-е место
  - ГП Германии-2003 1-е место
  - ГП Венгрии-2003 3-е место
  - ГП Италии-2003 2-е место
- 2004:
  - ГП Малайзии-2004 2-е место
  - ГП Сан-Марино-2004 3-е место
  - ГП Бразилии-2004 1-е место
- 2005:
  - ГП Великобритании-2005 1-е место
  - ГП Германии-2005 2-е место
  - ГП Турции-2005 3-е место
  - ГП Италии-2005 1-е место
  - ГП Бразилии-2005 1-е место
- 2006:
  - ГП Сан-Марино-2006 3-е место
  - ГП Монако-2006 2-е место

### Результаты выступлений в Формуле-1
| Легенда к таблице |                                                                    |
| --- | ------------------------------------------------------------------ |
| В таблице перечислены результаты всех Гран-при Формулы-1, в которых принимал участие гонщик. Строками таблицы являются сезоны, столбцами — этапы чемпионата мира. В каждой клетке указаны сокращённое название этапа и результат, дополнительно обозначенный цветом. Расшифровка обозначений и цветов представлена в нижеследующей таблице. |                                                                    |
| \| Пример \| Описание \| \| ------------ \| ------------------------------------------------------------------ \| \| 1 \| Победитель \| \| 2 \| Второе место \| \| 3 \| Третье место \| \| 5 \| Финишировал, заработав очки \| \| Сход \| Не финишировал, но при этом заработал очки \| \| 12 \| Финишировал, не получив очков \| \| НКЛ \| Финишировал, но не попал в финальную классификацию \| \| 15 \| Участвовал вне зачёта, либо по отдельной классификации \| \| 18 \| Не финишировал, но попал в финальную классификацию \| \| Сход \| Не финишировал \| \| НКВ \| Не прошёл квалификацию \| \| НПКВ \| Не прошёл предквалификацию \| \| ДСК \| Дисквалифицирован \| \| ИСК \| Исключён из протокола соревнований \| \| ТТ \| Заявлен для участия только в тренировках \| \| НС \| Участвовал в квалификации, но не стартовал в гонке \| \| Т \| Травмирован или болен \| \| ОТК \| Отказ от участия \| \| НТР \| Прибыл на соревнования, но на трассу не выезжал \| \| НПР \| Был заявлен в числе участников, но не прибыл к началу соревнований \| \| О \| Соревнования отменены \| \| \| Не участвовал \| \| Поул-позиция \| \| \| Быстрый круг \| \| |                                                                    |
| Пример | Описание                                                           |
| 1 | Победитель                                                         |
| 2 | Второе место                                                       |
| 3 | Третье место                                                       |
| 5 | Финишировал, заработав очки                                        |
| Сход | Не финишировал, но при этом заработал очки                         |
| 12 | Финишировал, не получив очков                                      |
| НКЛ | Финишировал, но не попал в финальную классификацию                 |
| 15 | Участвовал вне зачёта, либо по отдельной классификации             |
| 18 | Не финишировал, но попал в финальную классификацию                 |
| Сход | Не финишировал                                                     |
| НКВ | Не прошёл квалификацию                                             |
| НПКВ | Не прошёл предквалификацию                                         |
| ДСК | Дисквалифицирован                                                  |
| ИСК | Исключён из протокола соревнований                                 |
| ТТ | Заявлен для участия только в тренировках                           |
| НС | Участвовал в квалификации, но не стартовал в гонке                 |
| Т | Травмирован или болен                                              |
| ОТК | Отказ от участия                                                   |
| НТР | Прибыл на соревнования, но на трассу не выезжал                    |
| НПР | Был заявлен в числе участников, но не прибыл к началу соревнований |
| О | Соревнования отменены                                              |
| | Не участвовал                                                      |
| Поул-позиция |                                                                    |
| Быстрый круг |                                                                    |

| Сезон | Команда               | Шасси          | Двигатель                | Ш | 1        | 2        | 3        | 4        | 5        | 6        | 7        | 8        | 9        | 10       | 11    | 12       | 13       | 14       | 15       | 16       | 17    | 18       | 19       | Место | Очки |
| ----- | --------------------- | -------------- | ------------------------ | - | -------- | -------- | -------- | -------- | -------- | -------- | -------- | -------- | -------- | -------- | ----- | -------- | -------- | -------- | -------- | -------- | ----- | -------- | -------- | ----- | ---- |
| 2001  | BMW WilliamsF1 Team   | Williams FW23  | BMW P80 3,0 V10          | M | АВС Сход | МАЛ Сход | БРА Сход | САН Сход | ИСП 2    | АВТ Сход | МОН Сход | КАН Сход | ЕВР 2    | ФРА Сход | ВЕЛ 4 | ГЕР Сход | ВЕН 8    | БЕЛ Сход | ИТА 1    | США Сход | ЯПО 2 |          |          | 6     | 31   |
| 2002  | BMW WilliamsF1 Team   | Williams FW24  | BMW P82 3,0 V10          | M | АВС 2    | МАЛ 2    | БРА 5    | САН 4    | ИСП 2    | АВТ 3    | МОН Сход | КАН Сход | ЕВР Сход | ВЕЛ 3    | ФРА 4 | ГЕР 2    | ВЕН 11   | БЕЛ 3    | ИТА Сход | США 4    | ЯПО 4 |          |          | 3     | 50   |
| 2003  | BMW WilliamsF1 Team   | Williams FW25  | BMW P83 3,0 V10          | M | АВС 2    | МАЛ 12   | БРА Сход | САН 7    | ИСП 4    | АВТ Сход | МОН 1    | КАН 3    | ЕВР 2    | ФРА 2    | ВЕЛ 2 | ГЕР 1    | ВЕН 3    | ИТА 2    | США 6    | ЯПО Сход |       |          |          | 3     | 82   |
| 2004  | BMW WilliamsF1 Team   | Williams FW26  | BMW P84 3,0 V10          | M | АВС 5    | МАЛ 2    | БАХ 13   | САН 3    | ИСП Сход | МОН 4    | ЕВР 8    | КАН ДСК  | США ДСК  | ФРА 8    | ВЕЛ 5 | ГЕР 5    | ВЕН 4    | БЕЛ Сход | ИТА 5    | КИТ 5    | ЯПО 7 | БРА 1    |          | 5     | 58   |
| 2005  | Team McLaren Mercedes | McLaren MP4-20 | Mercedes FO 110R 3,0 V10 | M | АВС 6    | МАЛ 4    | БАХ Т    | САН Т    | ИСП 7    | МОН 5    | ЕВР 7    | КАН ДСК  | США НС   | ФРА Сход | ВЕЛ 1 | ГЕР 2    | ВЕН Сход | ТУР 3    | ИТА 1    | БЕЛ 14   | БРА 1 | ЯПО Сход | КИТ Сход | 4     | 60   |
| 2006  | Team McLaren Mercedes | McLaren MP4-21 | Mercedes FO 108S 2,4 V8  | M | БАХ 5    | МАЛ 4    | АВС Сход | САН 3    | ЕВР Сход | ИСП Сход | МОН 2    | ВЕЛ 6    | КАН Сход | США Сход |       |          |          |          |          |          |       |          |          | 8     | 26   |

## Результаты выступлений вИнди-500
| Год  | # | Команда                    | Шасси   | Мотор             | Старт | Финиш |
| ---- | - | -------------------------- | ------- | ----------------- | ----- | ----- |
| 2000 | 9 | Target Chip Ganassi Racing | G-Force | Oldsmobile Aurora | 2     | 1     |
| 2014 | 2 | Team Penske                | Dallara | Chevrolet         | 10    | 5     |
| 2015 | 2 | Team Penske                | Dallara | Chevrolet         | 15    | 1     |